# Ellijay
Ellijay es un pueblo ubicado en el condado de Gilmer en el estado estadounidense de Georgia. En el censo de 2000, su población era de 1.584.

## Demografía
En el 2000 la renta per cápita promedia del hogar era de $22,120, y el ingreso promedio para una familia era de $36,250. El ingreso per cápita para la localidad era de $13,740. Los hombres tenían un ingreso per cápita de $21,875 contra $20,469 para las mujeres.

## Geografía
Ellijay se encuentra ubicado en las coordenadas 34°41′41″N 84°29′1″O / 34.69472, -84.48361 (34.694722, -84.483611).
Según la Oficina del Censo, la localidad tiene un área total de 6,9 km² (2,7 mi²), de la cual 6,6 km² (2,5 mi²) es tierra y 0 km² (0 mi²) (0.00%) es agua.